# Franciszek Salezy (imię)
Franciszek Salezy – imię dwuczłonowe pochodzące od św. Franciszka Salezego - François de Sales.
Franciszek Salezy imieniny obchodzi 24 stycznia.